# Colt Walker
Colt Walker був капсульним револьвером з одинарної дії з барабаном на шість набоїв з димним порохом (зазвичай .44 калібру). Він був розроблений у 1846 у співпраці капітана Семюела Гамільтона Волкера та американського розробника зброї Семюела Кольта.

## Історія
У 1847 Colt Walker став великою і найпотужнішою ручною зброєю з барабаном під димний порох. Він був створений у середині 1840—х у співавторстві техаського рейнджера Семюела Гамільтона Волкера (1817—1847) та американського винахідника зброї Семюела Кольта (1814—1862), створений на основі перших конструкцій Colt Paterson. Волкер бажав мати ручну зброю яка була б дуже потужною у ближньому бою.
Семюел Волкер забрав з собою два револьвери, які були названі на честь нього, на американко-мексиканську війну. Він загинув у тому ж році коли було винайдено його зброю, 1847, невдовзі після її отримання. Було створено лише 1100 револьверів цієї моделі, що робить оригінали надзвичайно рідкісними і дорогими. 9 жовтня 2008 один зразок, який був переданий ветераном мексиканської війни продано на аукціоні за US $920,000.
Основним покупцем перших моделей кобурного револьвера Патерсон (Модель № 5) була Республіка Техас і саме там Семюел Вокер познайомився з ним під час своєї служби як техаського рейнджера. У 1847 році Вокер брав участь у американо-мексиканській війні як капітан Mounted Rifles США. Він звернувся до Кольта, з проханням про великий револьвер, який замінив би кобурний револьвер Aston Johnson одинарної дії який тоді використовували. Револьвер 0.44—.45 калібру необхідно було перевозити у сідельній кобурі, також він повинен був бути великим, щоб можна було вражати не тільки солдатів супротивника, а й їх коней. Револьвер Colt Walker використовували під час американо-мексиканської війни, а також на кордоні Техасу.
Військовий доктор Джон «Rip» Форд проявив особисту зацікавленість у Walker'і коли прибув до Веракрус. Він замовив два револьвери і є основним джерелом інформації про їх застосування під час війни і по її закінченню. Його зауваження про те, що револьвер може стріляти далі і завдати удару з такою ж або більшою силою ніж 0.54 калібр Mississippi Rifle, здається, були засновані на одному епізоді коли куля влучила у мексиканського солдата на відстані більше ста ярдів. Walker, на відміну від більшості подальших бойових пістолетів і револьверів, був зброєю з близько бою, на відстані до 100 ярдів.

## Характеристики

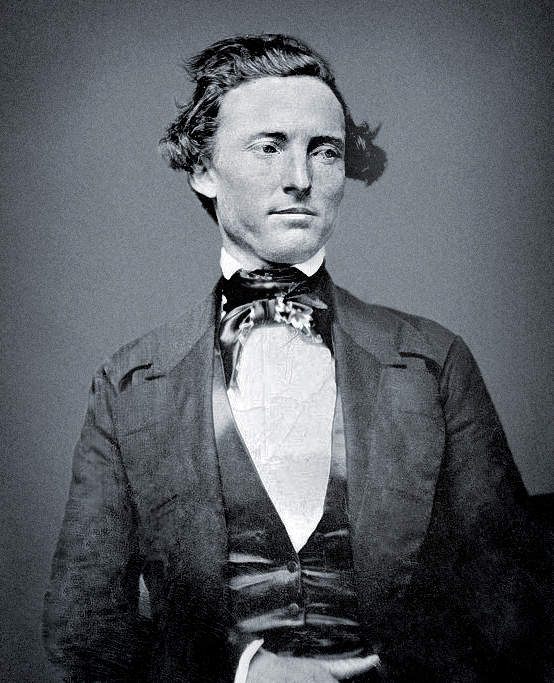
Семюл Гамільтон Волкер(1817–1847)

Заряд револьвера Colt Walker складався з 60 гранів (3,9 грам) димного пороху у кожній каморі, що більше ніж вдвічі перевищувало типовий заряд тогочасних револьверів під димний порох. Вага порожнього револьвера складала 2 кг, довжина ствола — 230 мм, калібр кулі .44 (115 мм) конічної і круглої. Перший контракт був на 1000 револьверів і спорядження до кожного. Кольт направив Елі Уїтні щоб підписати контракт і створив 100 револьверів для приватних продажів та для подарунків.
Кольт замовив нью-йоркському граверу Вотерману Ормсбі гравіювання на барабані яке зображувало сцен з битви 1844 року яку описав Волкер.

## Проблеми
На додачу до великих розмірів та ваги проблеми Walker'а включали розрив камор після пострілів.  Це було через невисокий рівень металургії, солдати розсипали порох при заряджанні і навіть заряджали кулі позаду.  Майже 300 з 1000 оригінальних револьверів були повернені через пошкоджені барабани. На кожну кулю наносили жир після їх заряджання для запобігання іскрам які могли підпалити порох у інших каморах, така практика збереглася до тепер при використанні зброї на димному пороху, також хоча кожна камора вміщувала 60 гранів пороху, Кольт рекомендував завантажувати не більше 50 гранів.
Револьвер мав негодящий важіль заряджання, який міг падати від віддачі через, що швидкість стрільби падала. Увесь час вносилися поліпшення до конструкції, наприклад шкіряне кільце навколо ствола та важеля заряджання, щоб запобігти випадіння важеля завантаження при віддачі.

## Нащадки
Револьвер Whitneyville-Hartford Dragoon відомий як перша модель від серії Walker до серії Dragoon, який був створений з частин револьвера Walker. У 1848 було підписано наступні контракти і створено моделі, які отримали назву серед колекціонерів Перша, Друга та Третя моделі Dragoon які усі були створені на базі Colt Walker, що дало швидкий розвиток базовій конструкції револьвера. Ці покращення включали 190 мм стволи, коротщі камори, які вміщували 50 гранів пороху замість 60 гранів, зменшуючи кількість розривів барабанів і пристрою який утримував важіль заряджання, щоб той не відпадав через віддачу.
Colt Walker дуже потужним, споряджений сучасним FFFg димним порохом дульна енергія, при стрільбі круглою кулею калібру 115 мм з зарядом пороху у 9,1 грами, складає 680 Дж. Револьвер Colt Walker під димний порох вважається самою потужно комерційною зброєю з 1847 до 1935 року, коли було представлено .357 Magnum. Його дулова енергія майже така як у револьвера з дулом довжиною 10 см під набій .357 Magnum. Colt Walker довгий час зберігав унікальне становище і загадковість серед користувачів зброї, а його назва часто використовується як загальний вираз для позначення надмірно великих екземплярів ручної зброї.
У книзі 1968 року, Справжня мужність, 14-річна Метті носить Colt Dragoon. У фільмі 1969 року, який було знято за мотивами книги, через великий розмір Walker'а, було використано перероблену версію Colt Walker. У рімейку фільму 2010 року від Coen Brothers, вона носить Dragoon, такий же як і у книзі.
Сучасні репліки пропонує магазини Colt Blackpowder, Cimarron Firearms, Armi San Marco, та Uberti Firearms.